# Rao
Pour les articles homonymes, voir Rao (homonymie).
Rao est une localité du nord-ouest du Sénégal, située à une quinzaine de kilomètres de Saint-Louis.

## Histoire
Des vestiges protohistoriques ont été découverts près de Rao (Ngueguela), un imposant mobilier funéraire, ainsi qu'un pectoral en or massif pesant 191 grammes. Connu sous le nom de « Pectoral de Rao », il « constitue un véritable trésor national ».

## Administration
Depuis le redécoupage lié à la création de la région de Matam en 2002, le département de Saint-Louis ne comprend – outre la commune de Saint-Louis – qu'un seul arrondissement, l'arrondissement de Rao.
Le village fait partie de la communauté rurale de Gandon.

## Géographie
À vol d'oiseau, les localités les plus proches sont Rao Peul, Poundioum, Gouye Toure, Ndiakhip I et Ngaina.

### Population
Lors du dernier recensement, Rao comptait 1 146 habitants et 133 ménages.